# Greenwell Point
Greenwell Point – miasto w Australii, w stanie Nowa Południowa Walia.